# Phorusrhacos
Phorusrhacos også kaldes "terror-fugle" var en slægt af gigantiske kødædende rovfugle, da levet i patagonien i Sydamerika i tidsepoken fra pliocæn til pleistocæn.
Den er 3 meter høj, næsten ligeså høj som moa-fuglene og vejer 130 kilogram.
Ligesom Gastornis-fuglene havde den et kæmpemessig næb og små vinger, så den ikke kunne flyve.
Den kunne løbe hurtigt med sine lange bene. 
Phorusrhacos var i slægt med vore dages tranefugle.
- Wikimedia Commons har flere filer relateret til Phorusrhacos